# Emblemasoma avispaense
Emblemasoma avispaense är en tvåvingeart som först beskrevs av Guilherme A.M.Lopes 1988.  Emblemasoma avispaense ingår i släktet Emblemasoma och familjen köttflugor.
Artens utbredningsområde är Peru. Inga underarter finns listade i Catalogue of Life.